# Plavecký bazén Lazurnyj
Plavecký bazén Lazurnyj (rusky Плавательный бассейн Лазурный, ukrajinsky Басейн Лазурний) je městský bazén ve městě Pripjať, který se nachází na ulici Sportovnaja, dům číslo 24. Dnes je bazén zdaleka nejslavnější ve městě, protože se objevil ve videohře „Call of Duty 4: Modern Warfare“ a nyní je standardní zastávkou pro návštěvní skupiny, které se do města vydávají.

## Historie
Plavecký bazén Lazurnyj byl postaven v roce 1970. Po Černobylské havárii budova nebyla opuštěna spolu s městem. Likvidátoři a další lidé pracující v zóně, zejména pak zaměstnanci Černobylské jaderné elektrárny, využívali bazén i několik let po její katastrofě až do roku 1998, kdy byl bazén po neúspěšné hygienické prohlídce definitivně opuštěn.
Bazén se nachází v relativně čisté a bezpečné čtvrti města. Bazén je vybaven 5 nízkými skokanskými můstky a jedním velkým, který má nižší a vyšší bod pro skok. Na omítce objektu i na stěnách bazénu je mnoho graffiti. 
Lazurnyj nebyl jen plavecký bazén – měl i tělocvičnu, která nabízela návštěvníků tohoto rekreačního střediska možnost hrát sportovní hry. Kdysi voskované dřevěné podlahy jsou skryty pod vrstvou prachu a špíny. Velké množství nahromaděné vody postupem času zavinilo zborcení podlahy a na některých místech prkna již zcela shnila.
Radiace v bazénu se pohybuje v rozmezí od 1 do 10 mR/h. 

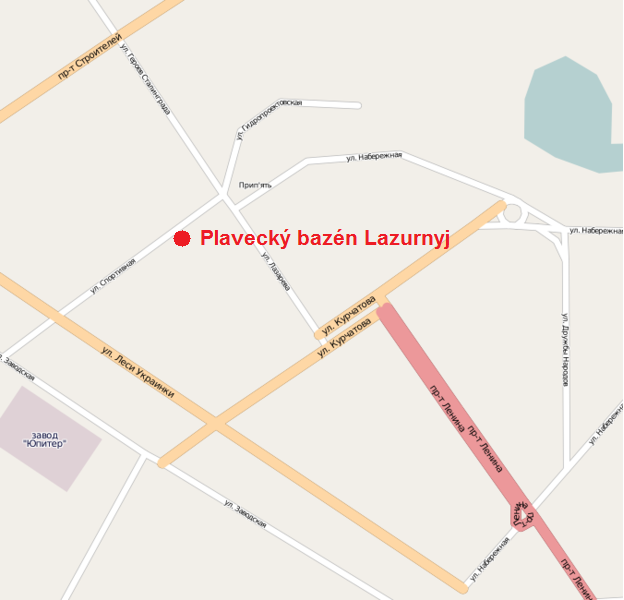
Umístění budovy Lazurnyj mapě Pripjatě
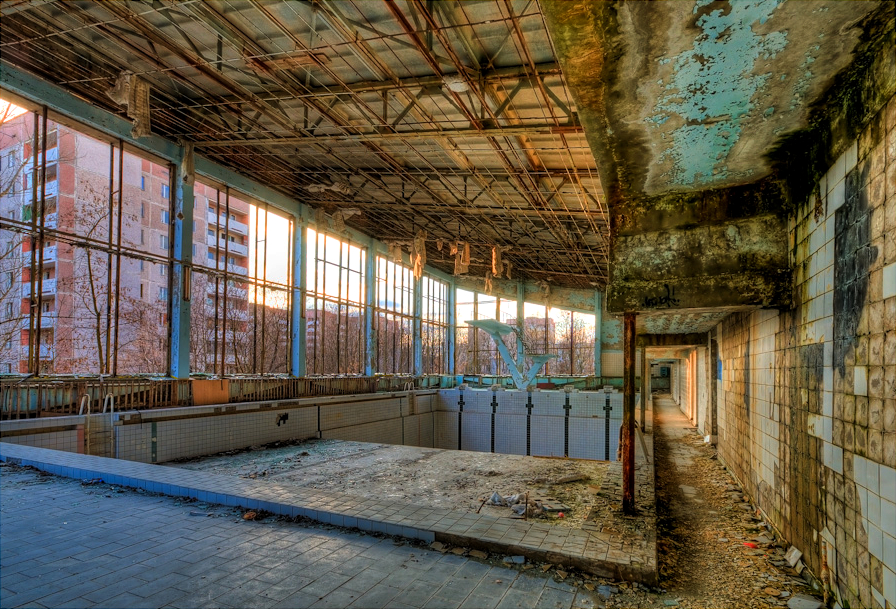
Pohled na bazén v roce 2009
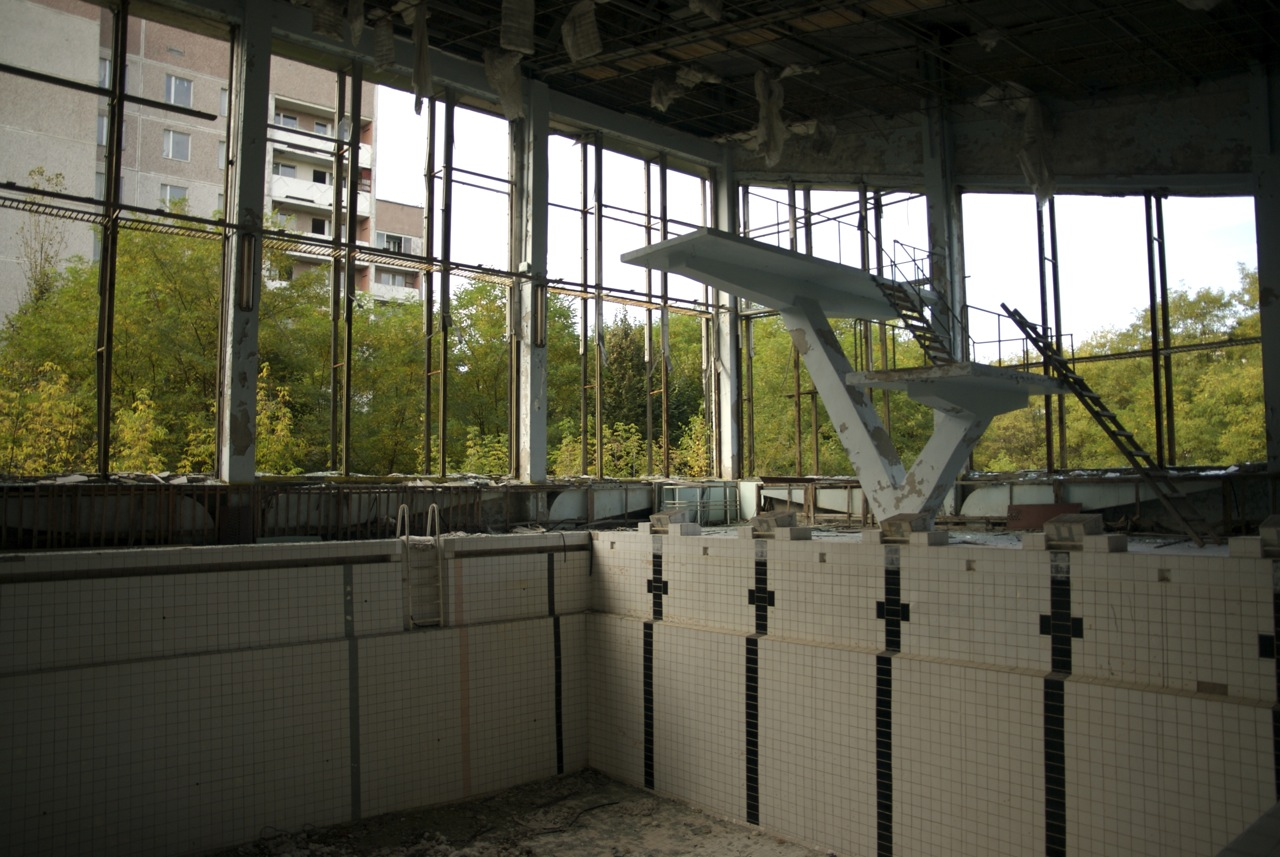
Velký můstek
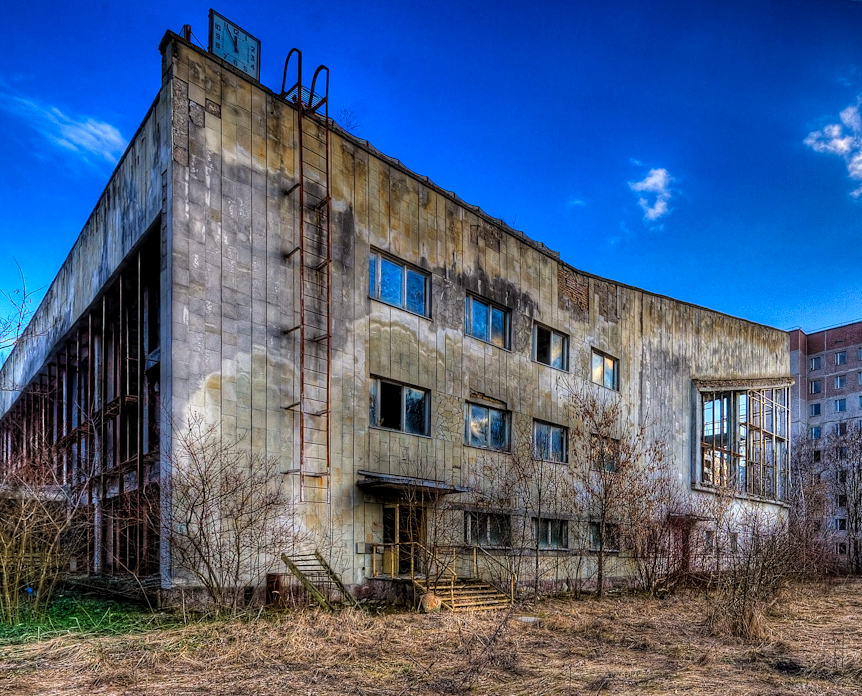
Pohled na budovu zvenčí
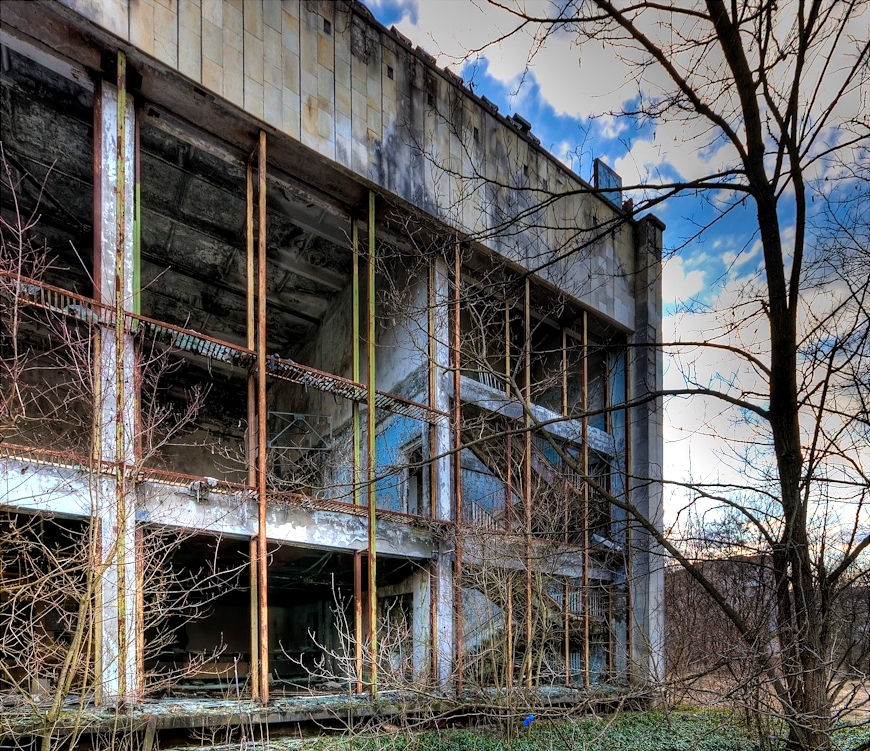
Pohled na budovu zvenčí
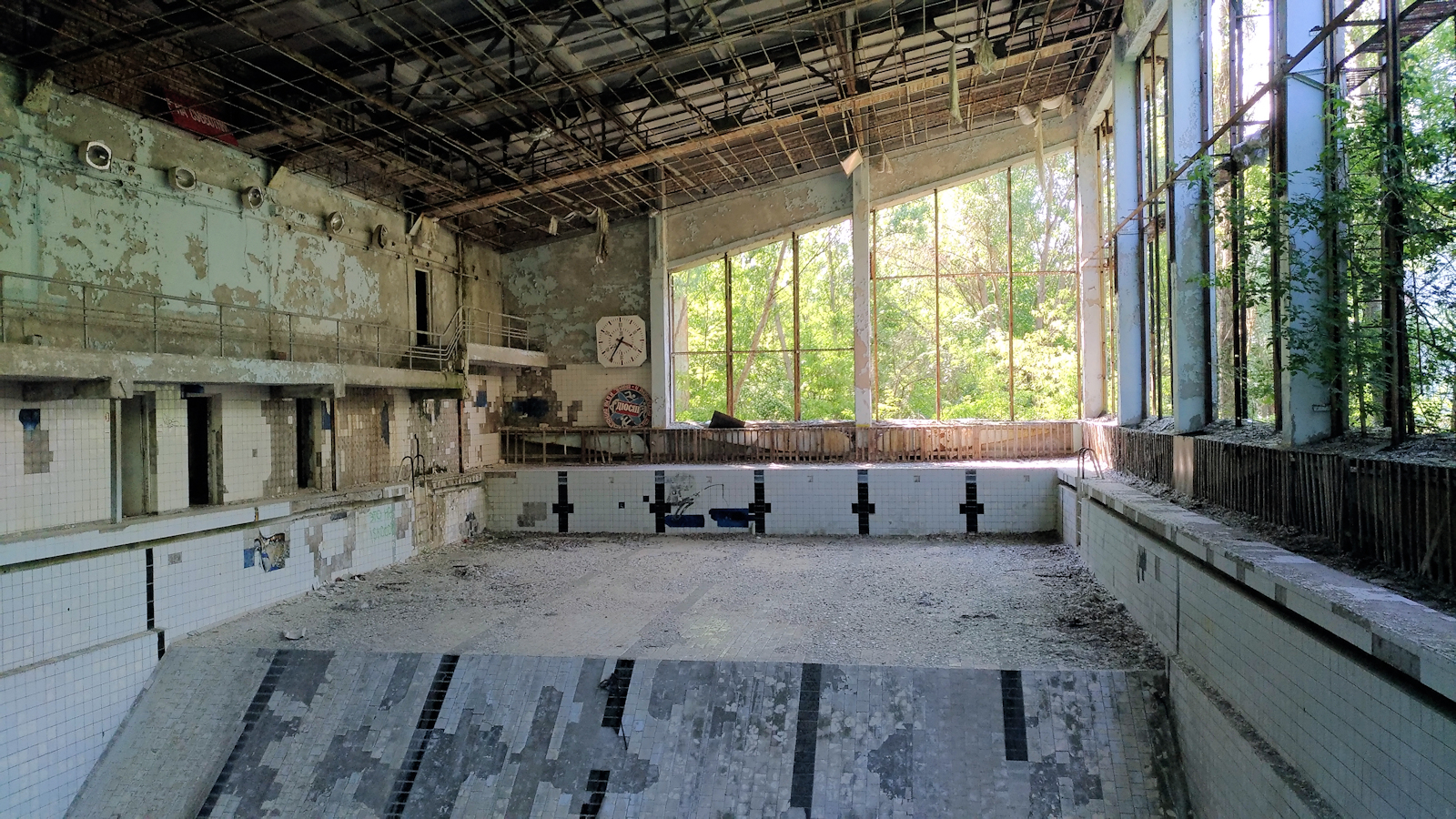
Stav k roku 2019

## Odkaz v kultuře
Videohry
- 3D akční hra Call of Duty s titulem Call of Duty 4: Modern Warfare (mise One Shot, One Kill)
- first-person počítačové hry S.T.A.L.K.E.R.: Call of Pripyat (2009) a S.T.A.L.K.E.R.: Shadow of Chernobyl (2007)

Hudební videoklipy
- píseň „Marooned“ od skupiny Pink Floyd
- píseň „Sweet People“ ukrajinské zpěvačky Aljoši

Filmy
- Krátkometrážní film Postcards from Pripyat, který natočil kameraman společnosti CBS, Danny Cooke